# Rudnik (gmina, Silésie)
Pour les articles homonymes, voir Rudnik.
Rudnik est une gmina rurale du powiat de Racibórz, Silésie, dans le sud de la Pologne. Son siège est le village de Rudnik, qui se situe environ 7 km au nord-ouest de Racibórz et 60 km à l'ouest de la capitale régionale Katowice.
La gmina couvre une superficie de 73,94 km2 pour une population de 5 266 habitants.

## Géographie
La gmina inclut les villages de Brzeźnica, Czerwięcice, Dolędzin, Gacki, Gamów, Grzegorzowice, Jastrzębie, Kolonia Strzybnik, Lasaki, Ligota Książęca, Łubowice, Modzurów, Ponięcice, Rudnik, Sławienko, Sławików, Strzybniczek, Strzybnik et Szonowice.
La gmina borde la ville de Racibórz et les gminy de Baborów, Cisek, Kuźnia Raciborska, Nędza, Pietrowice Wielkie et Polska Cerekiew.